# Mesoginella vailei
Mesoginella vailei är en snäckart som först beskrevs av Powell 1932.  Mesoginella vailei ingår i släktet Mesoginella och familjen Marginellidae. Inga underarter finns listade i Catalogue of Life.